# Lano

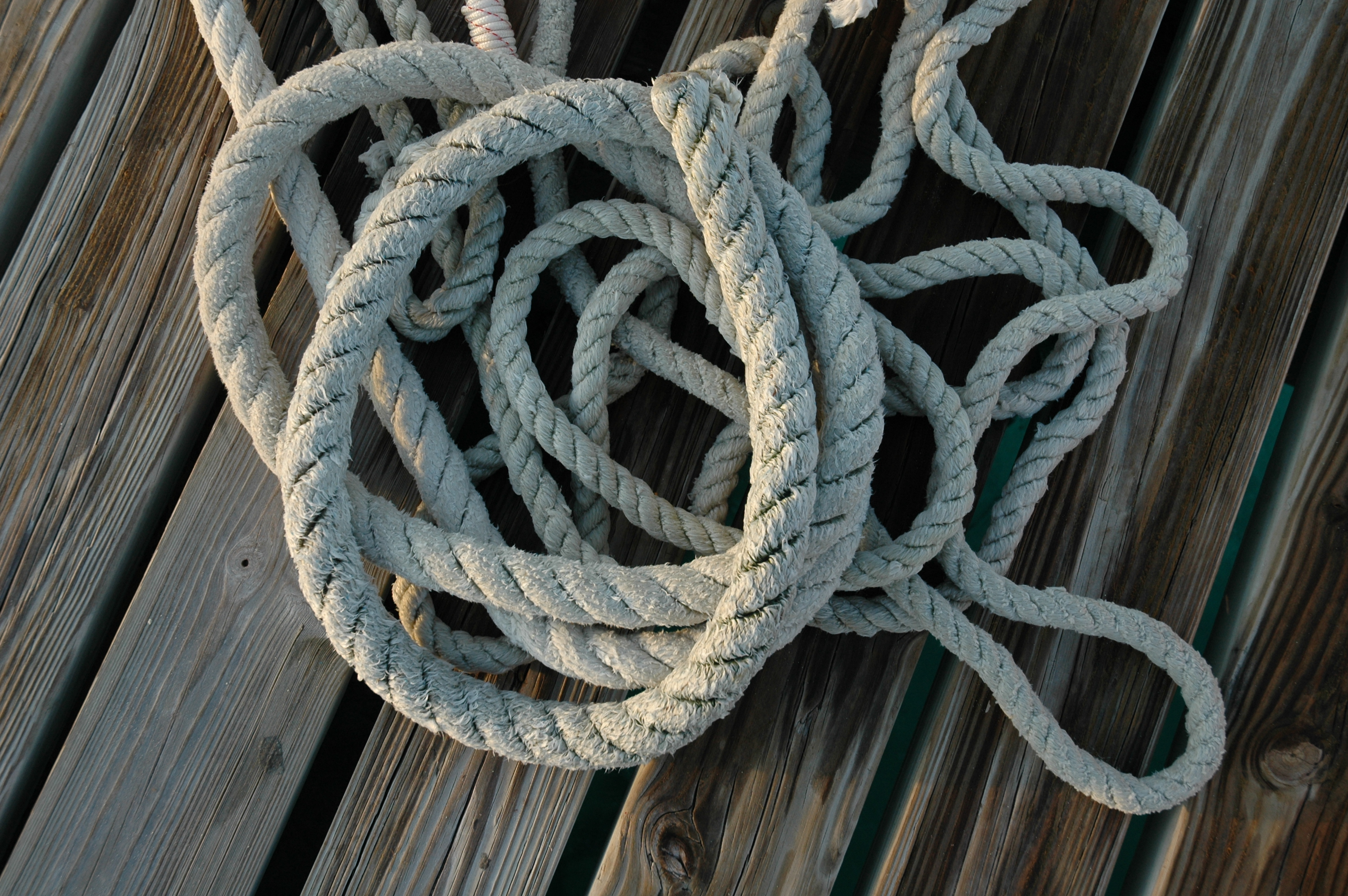
Lano

Lano je silný, pevný a dlouhý svazek vytvořený stočením nebo spletením syntetických, přírodních (z nichž nejznámější je konopí) nebo kovových pramenů, sloužící k vázání, tažení ap. Lano se skládá z mnoha tenkých vláken vesměs kratší délky než je celková délka lana. Pevnost a vlastnosti lana jsou dány jak pevností jednotlivých vláken, tak jejich vzájemnou soudržností/adhezí.
Lana se používají od pravěku, nejstarší doklad je starý zhruba 40 000 let.
Lano je předmět, který se používá v mnoha oborech lidské činnosti: slouží ke svazování předmětů, k zavěšování a zdvihání různých břemen, k zajišťování stability výškových staveb, k vlečení vozidel nebo k napínání sítí a řadě dalších činností.
Různé typy kovových resp. ocelových lan se používají v průmyslu, dopravě, energetice, zemědělství, lesnictví, vojenství atd. apod. Speciální lana se užívají pro různé sportovní a rekreační činnosti. Velmi významná jsou také lana horolezecká.